# ديفيد بي. سنو جونيور
ديفيد بي. سنو جونيور (بالإنجليزية: David B. Snow, Jr.)‏ هو مسير أعمال أمريكي، ولد في 27 أبريل 1955.

## وصلات خارجية
- ديفيد بي. سنو جونيور على موقع إن إن دي بي (الإنجليزية)